# 赫耳墨斯角
73°35′S 166°13′E / 73.583°S 166.217°E
赫耳墨斯角是南極洲的山峰，位於維多利亞地的博克格雷溫克海岸，處於破冰船冰川和菲茨傑拉德冰川的匯流處，美國地質調查局根據測量和該國海軍的空中照片繪入地圖。